# Casino di Pio IV
Casino di Pio IV är en villa belägen i Vatikanstaten. Byggnaden, som är uppförd i manieristisk stil, påbörjades 1558 av påve Paulus IV med Pirro Ligorio som arkitekt, assisterad av Giovanni Sallustio Peruzzi, son till Baldassare Peruzzi. Byggnaden fullbordades tre år senare av påve Pius IV. Byggnadskomplexet består av två huvudbyggnader, en elliptisk gård, två portalbyggnader samt en loggia.